# 방기천
방기천(芳基川)은 울산광역시 울주군 삼남읍 방기리의 상방저수지에서 발원하여 방기리 중심지와 통도사 나들목을 거쳐 남동류하고 삼동 조일동공단에서 대체로 남동류하다가 경상남도 양산시 하북면에서 둔기천의 지류인 보은천으로 흘러드는 강이다.